# Die Gans
Die Gans (neapolitanisches Original: La papara) ist ein Märchen (vgl. AaTh 571C). Es steht in Giambattista Basiles Sammlung Pentameron als erste Erzählung des fünften Tages (V,1).

## Inhalt
Zwei arme Schwestern kaufen eine Gans, die ihnen Gold scheißt. Neiderinnen spähen die Ursache des neuen Reichtums aus und klauen unter einem Vorwand die Gans, aber ernten nur stinkenden Kot und werfen sie in den Müll. Ein Prinz auf Jagd wischt sich den Hintern daran ab, da beißt sie sich fest. Viele versuchen ihn zu heilen, nur der Besitzerin springt das geliebte Tier gleich entgegen. Sie heiratet ihn, die Schwester einen anderen, die Diebinnen werden fort gepeitscht.

## Bemerkungen
Das Märchen basiert auf Adamantina in Straparolas Piacevoli notti (V,2). Von Äsop ist Die Gans mit den goldenen Eiern. Vgl. bei Basile IV,1 Der Stein des Gockels, später Grimms Die goldene Gans, Bechsteins Das Dukaten-Angele. Rudolf Schenda nennt zur Nachwirkung La pupidda in Pitrès Sicilia, Nr. 288 und dessen Anmerkungen zu Nr. 25. Schenda bemerkt auch die Nähe zum Tierbräutigam-Stoff (z. B. Prinz Schwan) und psychoanalytische Deutungsmöglichkeiten der Gans als anales Zwischenobjekt. Sie gilt als anhängliches Tier, und barocke Populärliteratur mag „Arschwischen“. So erklärt François Rabelais’ Gargantua (I, 13): „… Ihr verspürt dabei am Arschloch eine wunderliche Wollust, einmal wegen der Weichheit der Flaumfedern, dann aber auch wegen der wohltemperierten Wärme des Gänsleins.“ Dies zitierte schon Felix Liebrechts Anmerkung zum Text. Walter Scherf findet Basiles Bearbeitung sonst eher flach.